# Безбородько, Денис Олегович
Дени́с Оле́гович Безборо́дько (укр. Денис Олегович Безбородько; род. 31 мая 1994, Чернигов) — украинский футболист, нападающий клуба «Кудровка». Играл за молодёжную сборную Украины.

## Биография

### Клубная карьера
Денис Безбородько родился в Чернигове, где и началась его футбольная карьера. С 2007 по 2009 год выступал в ДЮФЛ за местную «Десну». В 2010 году продолжил обучение в академии донецкого «Шахтера». С 2011 года начал выступления за третью команду горняков во второй лиге. Отличался высокой результативностью, забив за неполных три сезона 22 гола, чем обратил на себя внимание тренеров юношеской сборной Украины. В 2015 году был отдан в аренду «Ильичёвцу», а в 2016 луганской «Заре». 16 апреля 2016 года дебютировал в УПЛ, выйдя на замену в матче против «Александрии». 3 декабря в 17 туре чемпионата забил первый гол в составе «Зари» в матче против «Днепра». 8 декабря сыграл в матче Лиге Европы против «Манчестер Юнайтед», в котором «Заря» проиграла со счётом 0:2. 7 августа 2017 года перешёл в черниговскую «Десну».

### Карьера в сборной
За юношескую сборную Украины до 19 лет провел 4 игры и забил 1 гол. 22 января 2015 года дебютировал в молодежной сборной Украины до 21 года против команды Узбекистана, отметившись реализованным пенальти.

## Достижения
«Заря» (Луганск)
- Бронзовый призёр чемпионата Украины: 2016/17.
- Финалист Кубка Украины: 2015/16

«Десна»
- Бронзовый призёр Первой лиги: 2017/18.